# Cupedia
Cupedia là một chi bướm đêm thuộc họ Gracillariidae.

## Các loài
- Cupedia cupediella (Herrich-Schäffer, 1855)